# Atakebune

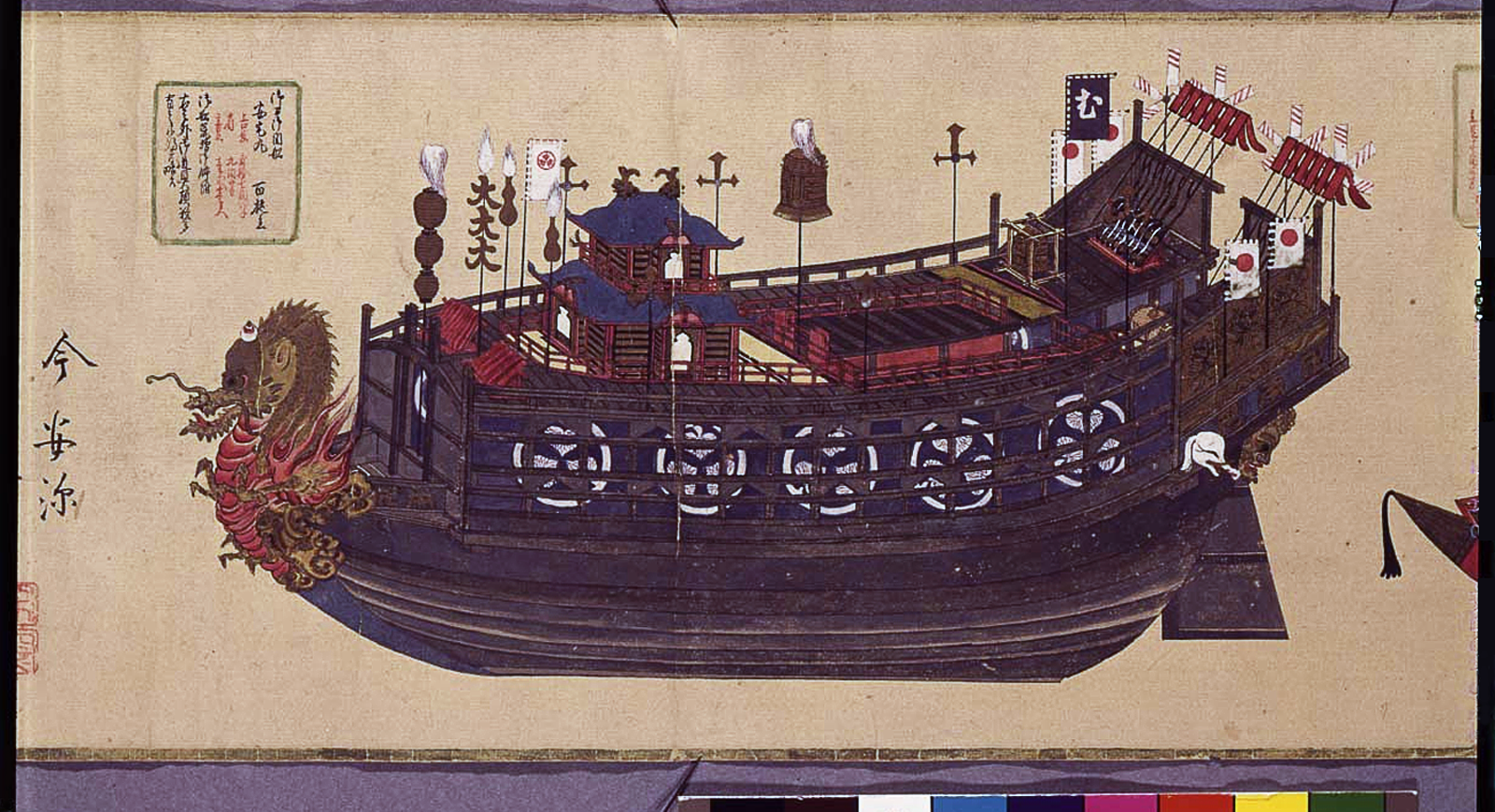
Atakebune w barwach rodu Tokugawa

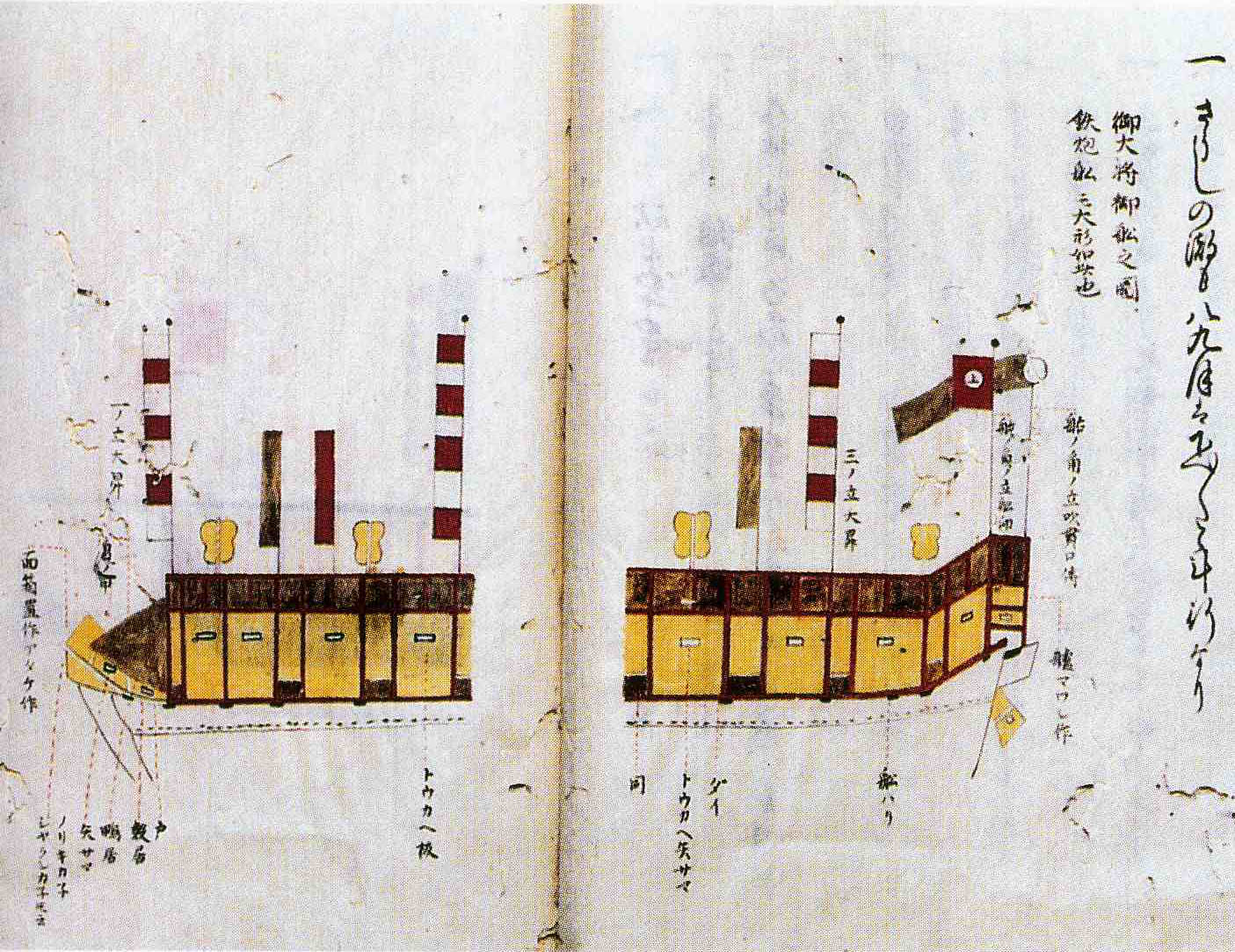
Profil okrętu typu atakebune

Atakebune (jap. 安宅船) – zbiorcza nazwa dużych okrętów wojennych używanych przez Japończyków w XVI i XVII wieku. Ze względu na rozmiar i konstrukcję bywają nazywane japońskimi protopancernikami. Używane były głównie w walkach przybrzeżnych, stąd określano je jako pływające fortece.

## Powstanie i funkcjonowanie
W drugiej połowie XVI w. Japonia była państwem rozbitym wewnętrznie, w którym ani cesarz, ani nawet siogun, nie odgrywali znaczącej roli. W państwie toczyła się walka pomiędzy licznymi daimyō. Miało to paradoksalnie korzystny wpływ na rozwój japońskiej floty. Najzamożniejsi władcy budowali bowiem i utrzymywali setki statków różnej wielkości. Największe z nich i najsilniej uzbrojone nazywano atakebune. Miały one drewnianą konstrukcję, ale zgodnie z zachowanymi opisami, w części nawodnej w całości lub w kluczowych miejscach były wzmocnione żelaznymi bądź miedzianymi płytami. Okręty miały ponad 30 m długości, a na ich pokładach budowano wieże. Poruszane były przy pomocy wioseł, gdyż rozmiar i ciężar uniemożliwiały im korzystanie z żagli. Charakteryzowało je także silne uzbrojenie: armaty oraz liczne arkebuzy dużego kalibru. Wprowadzenie atakebune zmieniło charakter toczonych bitew morskich: wcześniejsze walki polegały na abordażu i bitwie pomiędzy załogami, a nie na starciu pomiędzy samymi okrętami. Atakebune wykorzystywały natomiast swoją artylerię do prowadzenia ostrzału przeciwnika i rozstrzygania bitwy na odległość.
Pierwszą dużą flotę złożoną z tego typu statków sfinansował Nobunaga Oda w 1578 podczas kampanii przeciwko ruchowi Ikkō-ikki i wspierającemu go rodowi Mōri. Liczyła ona sześć atakebune, które nazywano tekkōsen (jap. 鉄甲船, okręty wojenne wzmocnione żelazem). Wykazały one swoją wyższość nad tradycyjnymi okrętami w drugiej bitwie morskiej pod Kizugawaguchi, gdzie pokonano wielokrotnie liczniejszą flotę Mōrich. Nieco później, w ostatniej dekadzie XVI w. użył ich Hideyoshi Toyotomi podczas próby inwazji na Koreę. Jego atakebune posiadały jednak wady konstrukcyjne przez co mogły ulec zatopieniu na pełnym morzu. Ich niedoskonała konstrukcja sprawiała, że ustępowały pod względem uzbrojenia podobnym okrętom koreańskim: geobukseonom i panokseonom. Stało się to główną przyczyną militarnej klęski w Korei.

## Znane okręty typuatakebune
- 1578: flota tekkōsen Nobunagi Ody – sześć okrętów
- 1592-1598: flota Hideyoshiego Toyotomiego
- 1634: Atakemaru, okręt używany przez sioguna Iemitsu Tokugawę